# Orhon (ajmag)
Orhon Ajmag (Mongools: Орхон аймаг) is een van de 21 Ajmags (provincies) van Mongolië, gelegen in het noorden van het land. Ze is genoemd naar de Orhon die erdoor stroomt. De hoofdstad van de ajmag is Erdenet.
Deze provincie werd in 1994 afgesplitst van Bulgan, om samen met Erdenet een nieuwe bestuurlijke eenheid te vormen. Behalve de hoofdstad ligt op het grondgebied van de provincie ook het dorp Jargalant.

## Administratieve indeling
| Sum                             | Mongoolse naam | Oppervlak km² | Bevolking (2008) | Bevolking (2009) | Inwoners per km² |
| ------------------------------- | -------------- | ------------- | ---------------- | ---------------- | ---------------- |
| Bajan-Öndör (inclusief Erdenet) | Баян-Өндөр     | 208.0         | 86,866           | 88,046           | 423.30           |
| Jargalant                       | Жаргалант      | 635.6         | 3,009            | 3,166            | 4.98             |

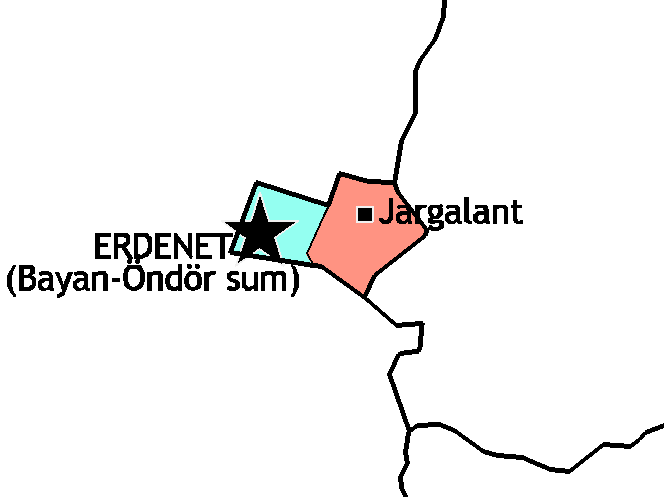
Sums van de Orhon Ajmag

In 2018 telde de provincie 105.987 inwoners.

## Economie
In Erdenet bevindt zich de op vier na grootste kopermijn ter wereld. Deze mijn is een Mongools-Russische joint venture. De mijn zorgt voor het leeuwendeel van de Mongoolse inkomsten uit export en belastingen. Lange tijd werd uitsluitend kopererts geëxporteerd maar tegenwoordig is de installatie van de mijnbouwonderneming in staat om ook zuiver koper te produceren.
Verder bevinden zich in Erdenet een internationaal bekende tapijtfabriek, een fabriek voor levensmiddelen en verschillende houtverwerkende bedrijven, die het hout uit de taiga verwerken tot gebruikshout voor meubelstukken en gers.

## Klimaat
Orhon heeft een subarctisch klimaat, code Dwc volgens de klimaatclassificatie van Köppen. De gemiddelde maximumtemperatuur overdag is in juli door de hoge ligging (1280 meter boven zeeniveau) niet meer dan 22°C, in januari bedraagt het maximum -11°C; het gemiddeld minimum in die maand ligt op -24°C.
De gemiddelde jaarlijkse neerslag bedraagt 351 mm, de natste maand is juli met 96 mm; in januari en februari valt 3 mm per maand.

## Afbeeldingen

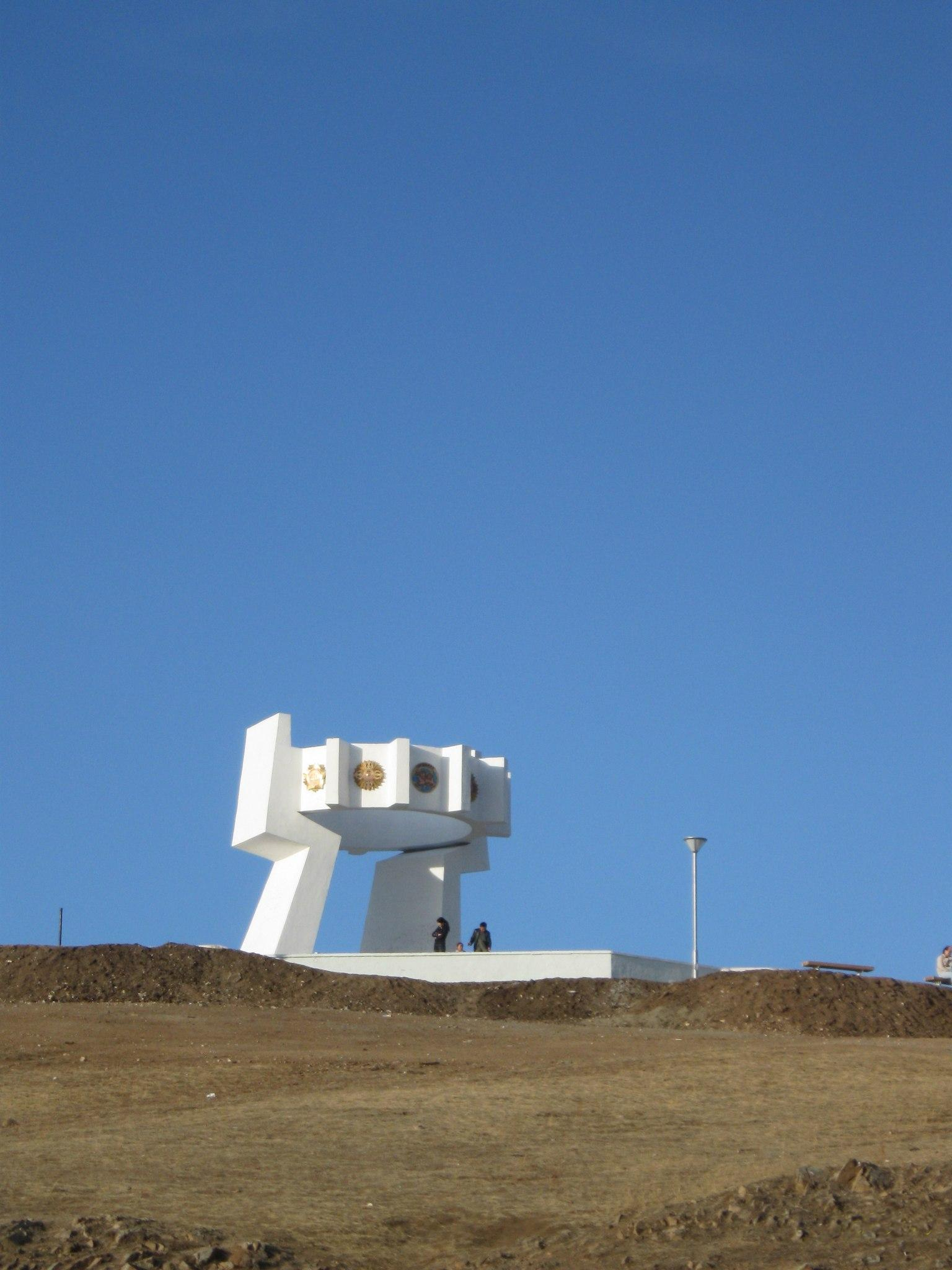
Communistisch broederschapmonument
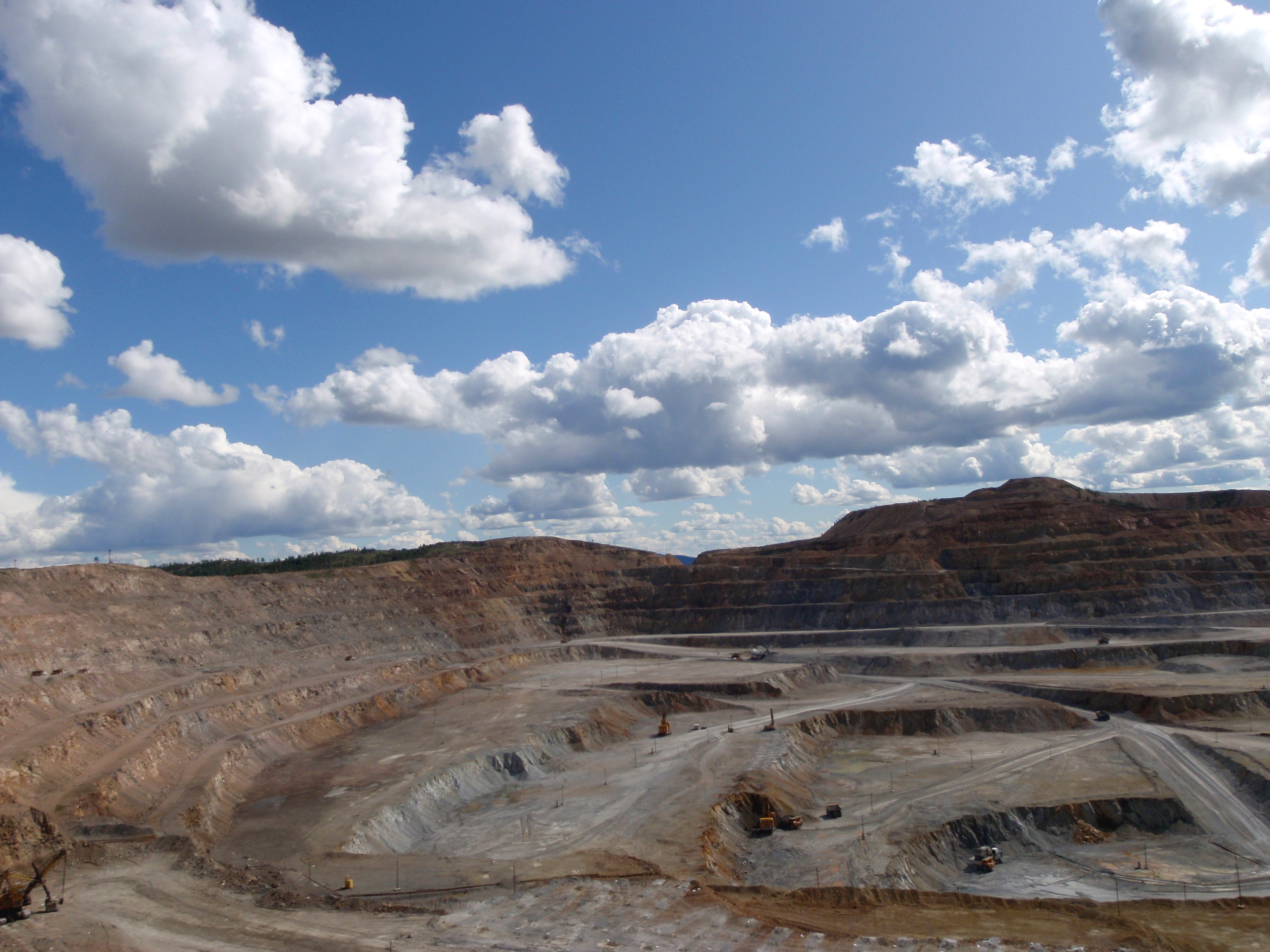
Kopermijn
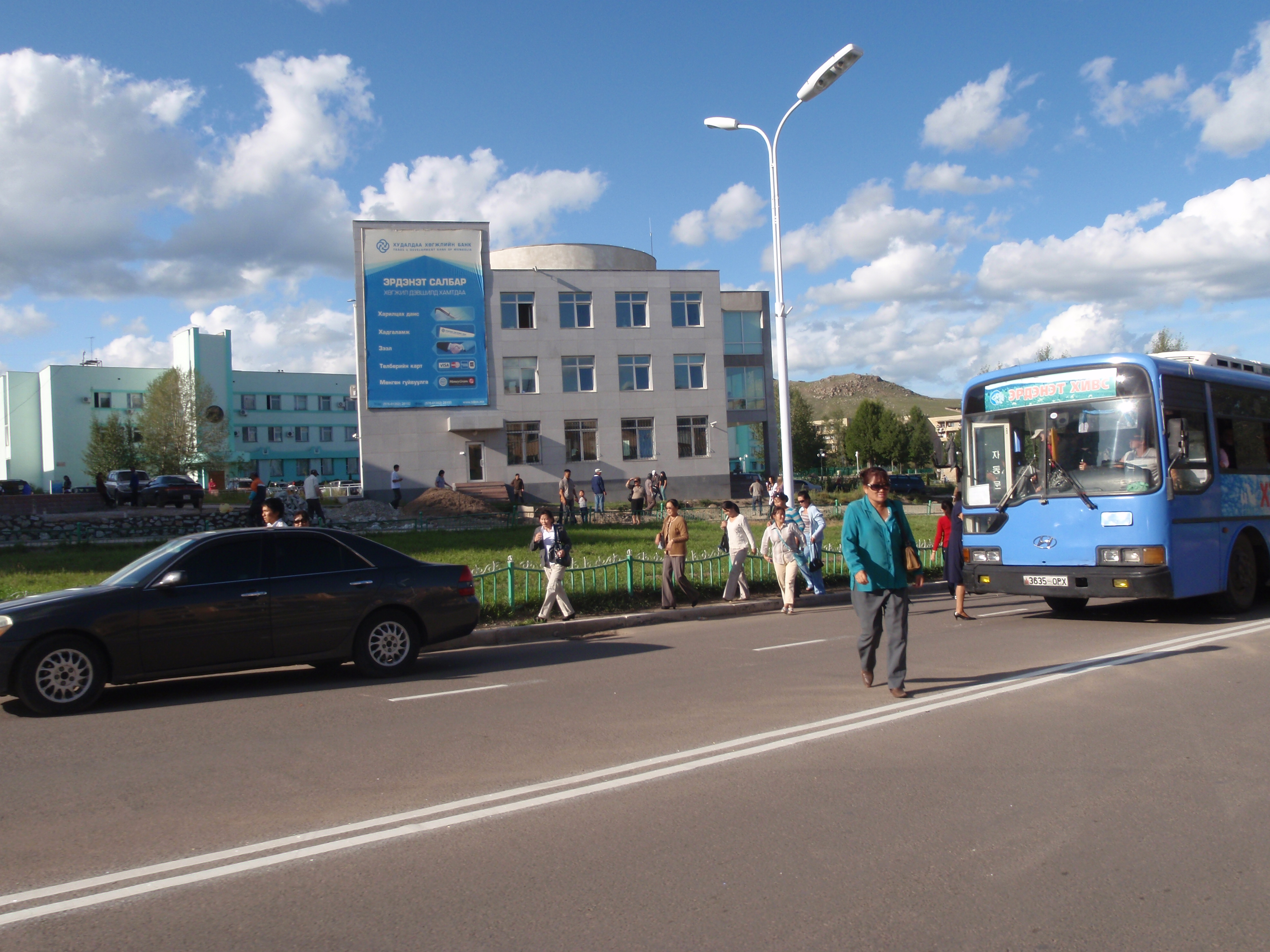
Straatbeeld
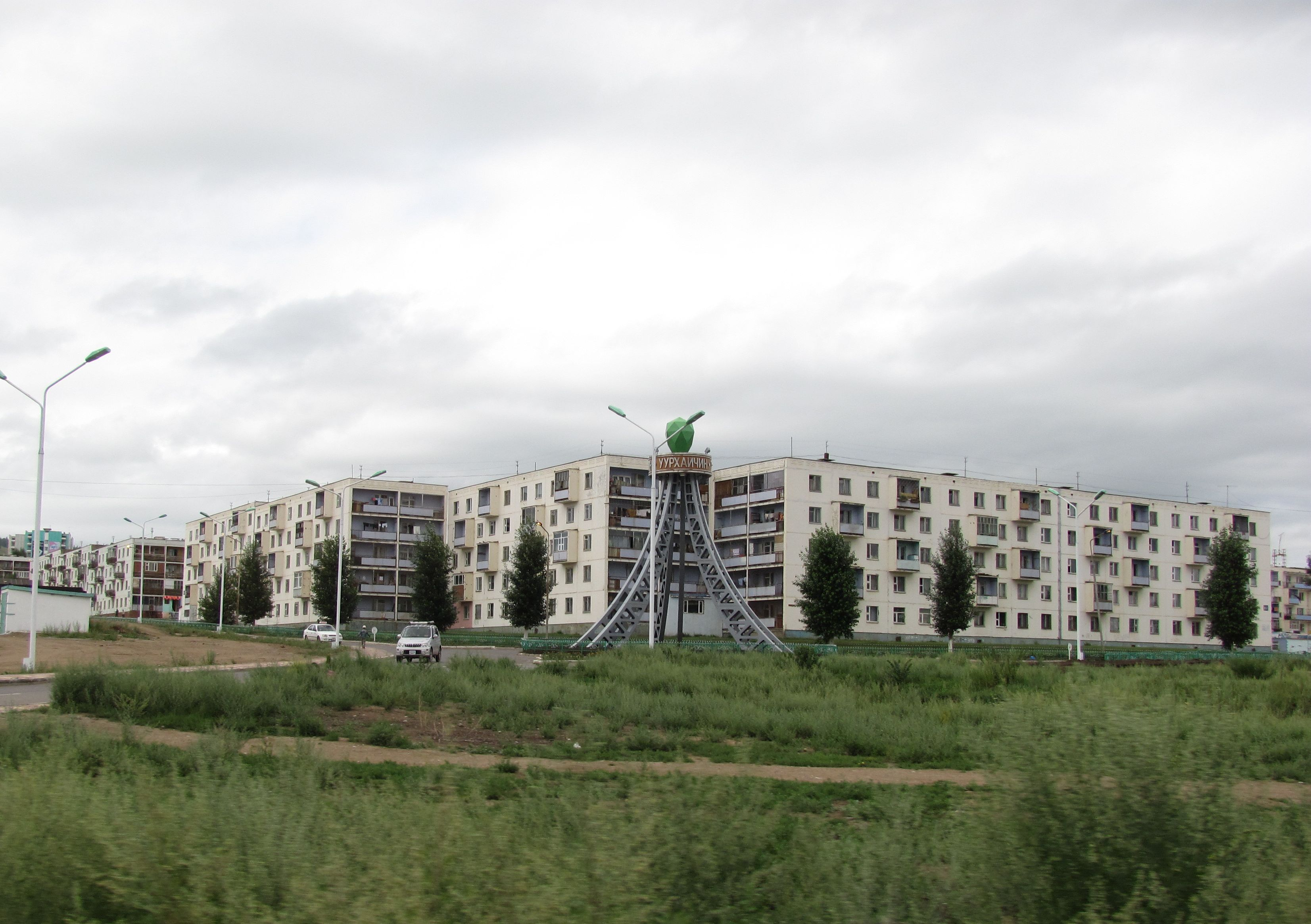
Woonwijk
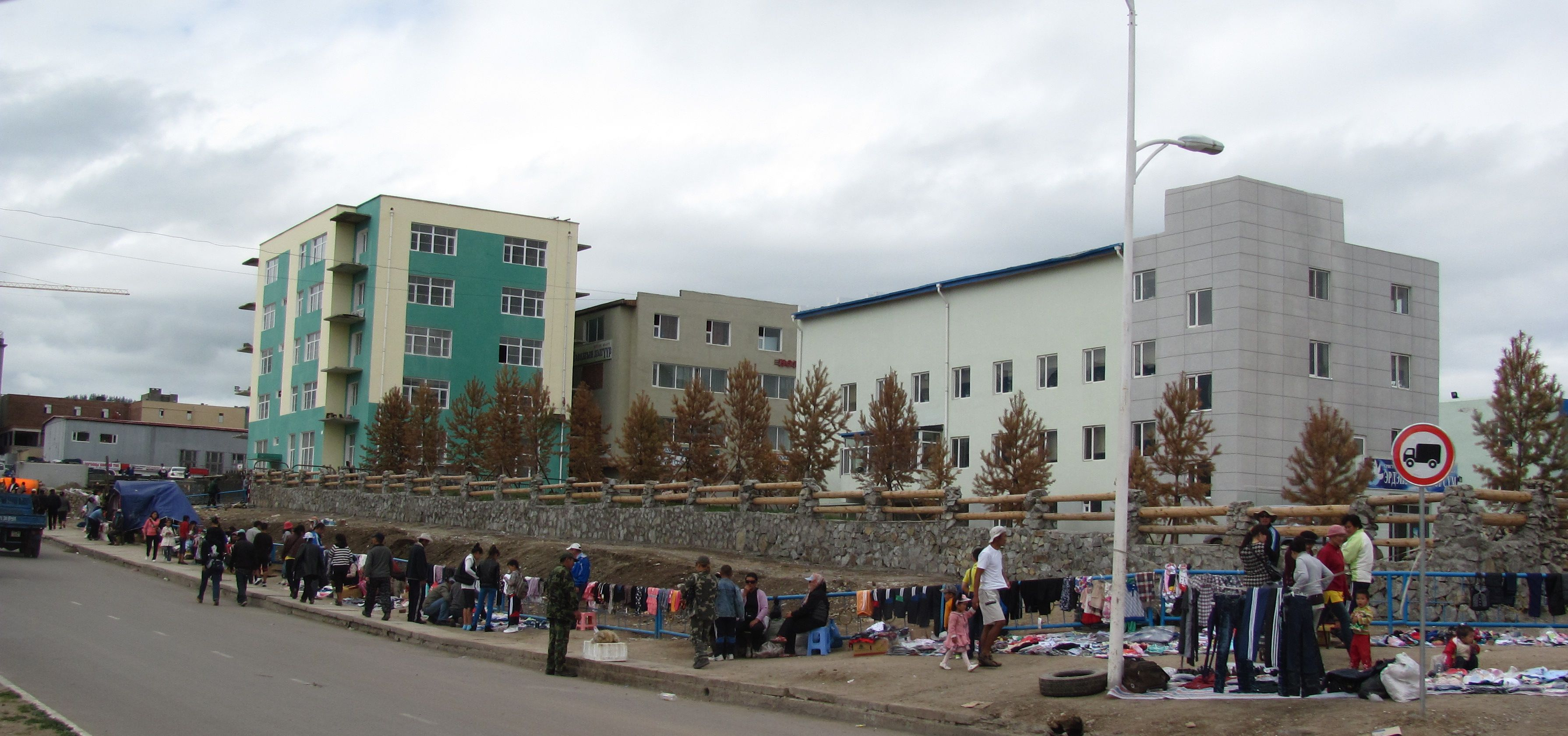
Markt
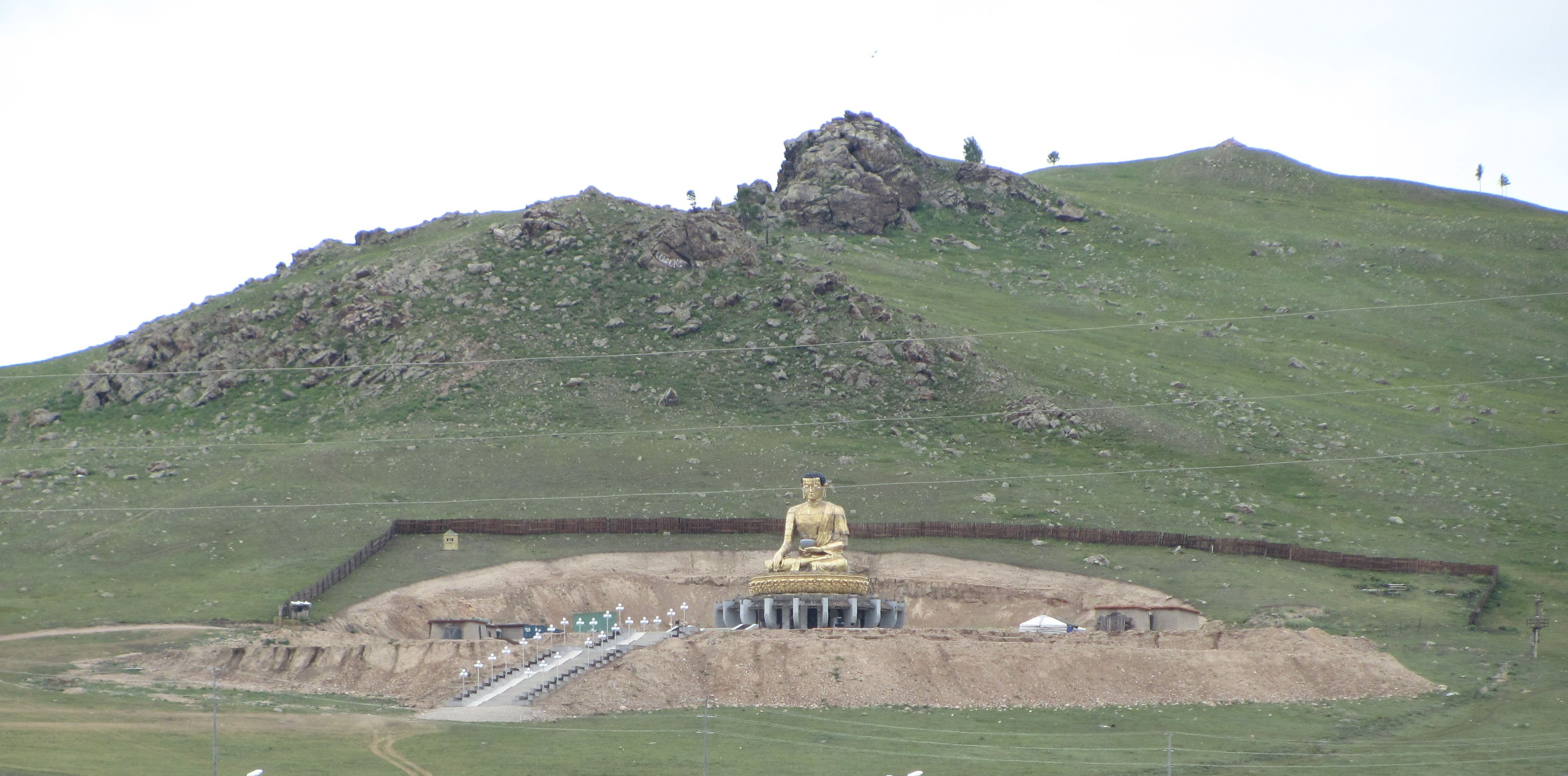
Boeddhabeeld
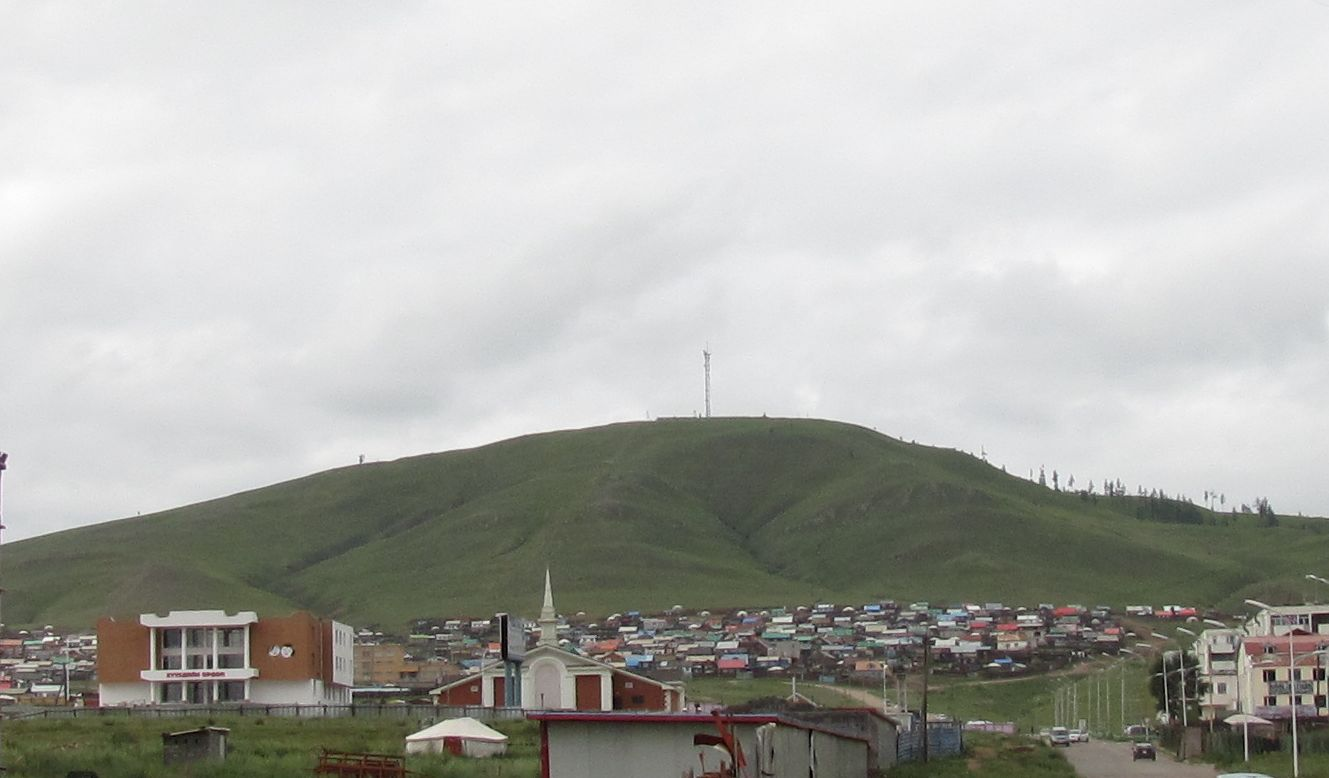
Woonwijk Erdenet met De Kerk van Jezus Christus van de Heiligen der Laatste Dagen
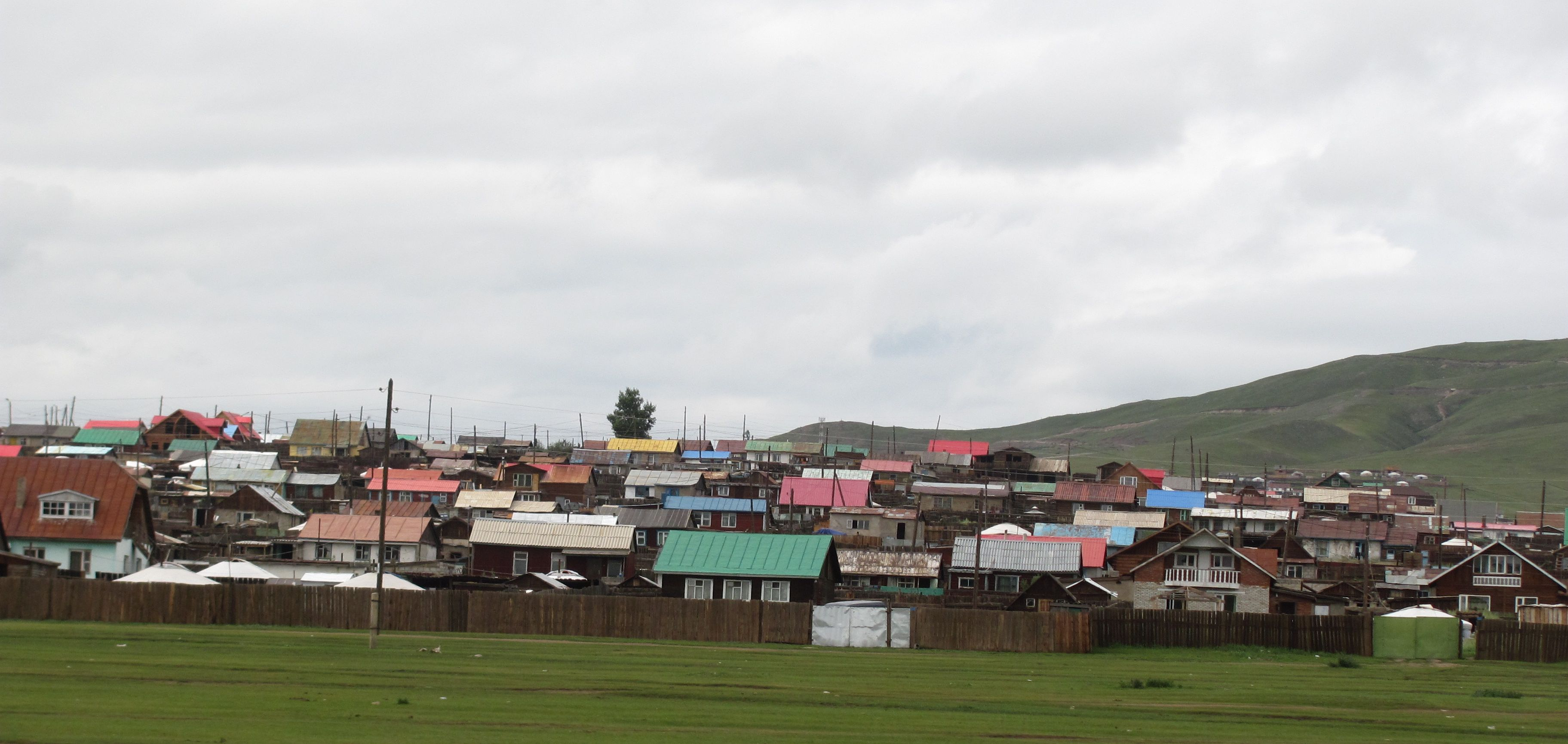
Westelijk deel Erdenet
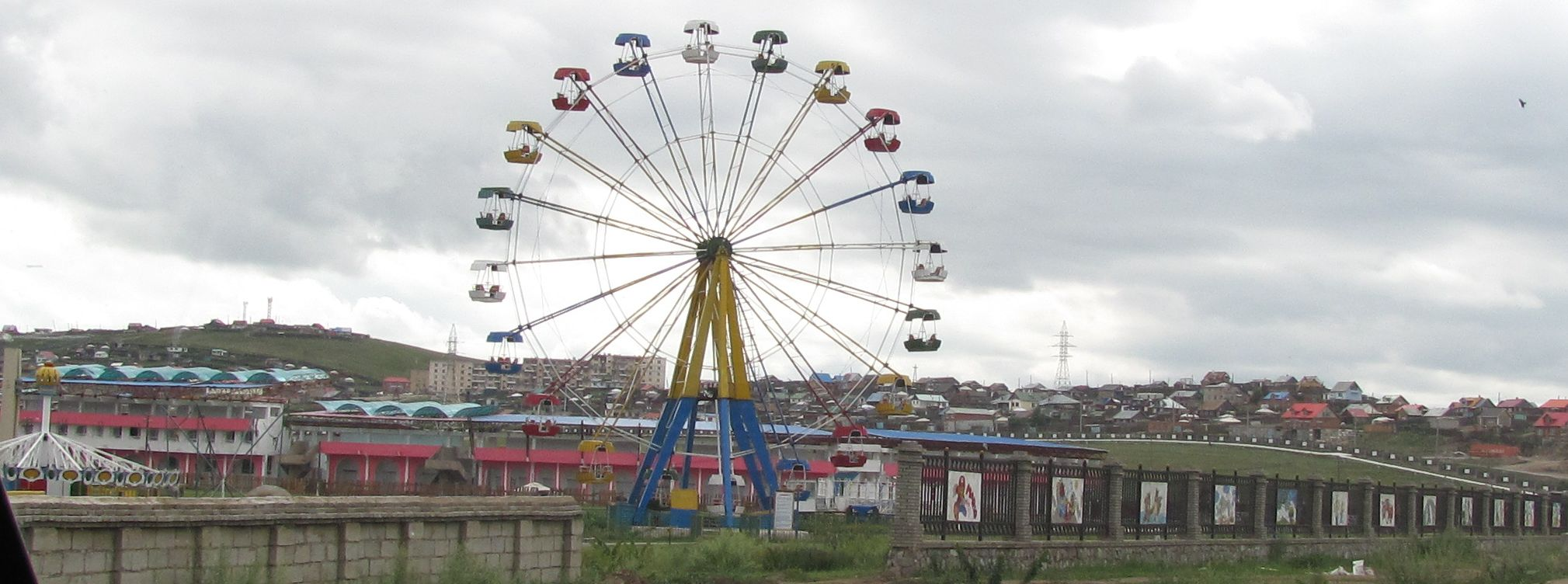
Amusementspark

Arhangaj · Bajan-Ölgi · Bajanhongor · Bulgan · Darhan-Uul · Dornod · Dornogovĭ · Dundgovĭ · Govĭ-Altaj · Govĭsümber · Henti · Hovd · Hövsgöl · Ömnögovĭ · Orhon · Övörhangaj · Selenge · Sühbaatar · Töv · Uvs · Zavhan